# Případ Goldman
Případ Goldman (v originále Le Procès Goldman) je francouzský hraný film z roku 2023, který režíroval Cédric Kahn. Snímek měl světovou premiéru dne 17. května 2023 na filmovém festivalu v Cannes v sekci Quinzaine des réalisateurs.

## Děj
V dubnu 1976 se koná druhý soud s Pierrem Goldmanem. Ten je již šest let ve vězení kvůli zabití dvou lékárníků při ozbrojené loupeži v prosinci 1969. Při zatčení v dubnu 1970 se sice přiznal ke třem drobným loupežím, spáchaným krátce před a po Vánocích 1969, přesto prohlásil, že je nevinný ohledně dvojnásobné vraždy spáchané ve stejnou dobu. Po vydání knihy, v níž kritizoval řadu chyb ve vyšetřování, které ovlivnily původní proces, dosáhl zrušení procesu Kasačním soudem a konání nového procesu.

## Obsazení
| Arieh Worthalter         | Pierre Goldman                                      |
| Arthur Harari            | Georges Kiejman                                     |
| Stéphan Guérin-Tillié    | předseda soudu                                      |
| Nicolas Briançon         | Henri-René Garaud, advokát obětí                    |
| Aurélien Chaussade       | hlavní advokát                                      |
| Christian Mazucchini     | Bartoli, jeden ze tří Goldmanových advokátů         |
| Jeremy Lewin             | Chouraqui                                           |
| Jerzy Radziwiłowicz      | Alter Goldman, otec Pierra Goldmana                 |
| Chloé Lecerf             | Christiane Succab-Goldman, manželka Pierra Goldmana |
| Laetitia Massonová       | psychiatrička                                       |
| Didier Borga             | komisař Jobard                                      |
| Arthur Verret            | Aubert, vdovec po lékárnici                         |
| Priscilla Lopes          | paní Carrel                                         |
| Paul Jeanson             | policista Quinet                                    |
| François Favrat          | komisař Leclerc                                     |
| Maxime Tshibangu         | Joël Lautric, svědek                                |
| Romain Parent            | inspektor Goussard                                  |
| Lucas Olmedo             | Oswaldo Baretto                                     |
| Ulysse Dutilloy-Liégeois | Jean-Jacques Goldman                                |

## Ocenění
- César: nejlepší herec (Arieh Worthalter); nominace v kategoriích nejlepší film, nejlepší režie (Cédric Kahn), nejlepší původní scénář (Nathalie Hertzberg a Cédric Kahn), nejlepší herec ve vedlejší roli (Arthur Harari), nejlepší kamera (Patrick Ghiringhelli), nejlepší střih (Yann Dedet), nejlepší zvuk (Elisha Albert, Thomas François, Erwan Kerzanet), César des lycéens
- Lumières: nejlepší herec (Arieh Worthalter), nominace v kategoriích nejlepší film, nejlepší režie (Cédric Kahn), nejlepší scénář (Nathalie Hertzberg a Cédric Kahn), nejslibnější herec (Arthur Harari)
- Cena Magritte: nejlepší herec (Arieh Worthalter)